# فرليكا
فرليكا هي مدينة من مدن كرواتيا. يبلغ عدد سكانها 2,177 نسمة وذلك حسب إحصائيات سنة 2011. تبلغ مساحتها 237.73 كم².

## أعلام
- ميلان بيجوفيتش

## وصلات خارجية
- الموقع الرسمي